# VIVA Wecker
Der VIVA Wecker war eine Sendung des Musiksenders VIVA, die täglich bis zum 31. Dezember 2010 von 6:00 bis 9:00 Uhr morgens ausgestrahlt wurde. Mit der Überarbeitung von VIVA im Jahr 2011 lief der Wecker nur noch von 6:00 bis 8:00 Uhr und somit eine Stunde weniger. Seit Juni 2017 setzte man wieder auf die ursprüngliche Sendezeit und sendete bis 9:00 Uhr.
In der Sendung wurden Musikvideos ausgestrahlt, dabei wird oben rechts die Uhrzeit eingeblendet. VIVA Wecker ist eine der am längsten laufenden Sendungen von VIVA. Von 1995 bis 1999 wurde sie von Shirin Valentine moderiert, von 1999 bis 2000 von Steffi Krause. Seitdem bestand die Sendung ausschließlich aus Musikvideos ohne Moderation. Die letzte Ausgabe des VIVA Weckers lief am 30. Dezember 2018 von 6:00 bis 8:00 Uhr.